# Johannes de Doperkerk (Nizjni Novgorod)
De Kerk van Johannes de Doper (Russisch: Церковь Рождества Иоанна Предтечи на Торгу) is een Russisch-orthodoxe kerk in de stad Nizjni Novgorod. Het gebouw is een van de oudste kerken in de stad. De kerk is net buiten de muren van het kremlin gelegen. De eerste vermelding van een godshuis op de huidige plek dateert uit de 15e eeuw. Begin eenentwintigste eeuw werd ze vrijwel geheel herbouwd.
In 1937 werd het gebouw door de atheïstische overheid gesloten voor de eredienst, er werd een motorsportschool in gevestigd. Het was als kerkgebouw vrijwel onherkenbaar geworden. In de jaren 1990 keerde het ontmantelde en zwaar verwaarloosde gebouw terug naar de Russisch-orthodoxe kerk. Erediensten werden in 1994 hervat. In juni 2004 werd besloten tot wederopbouw van de kerk. Op 4 november 2005 werd de kerk ingewijd door de patriarch van Moskou en heel Rusland Alexius II.